# Porte-queue du chêne
Satyrium calanus
Espèce
Le Porte-queue du chêne (Satyrium calanus) est une espèce d'insectes lépidoptères de la famille des Lycaenidae et de la sous-famille des Theclinae.

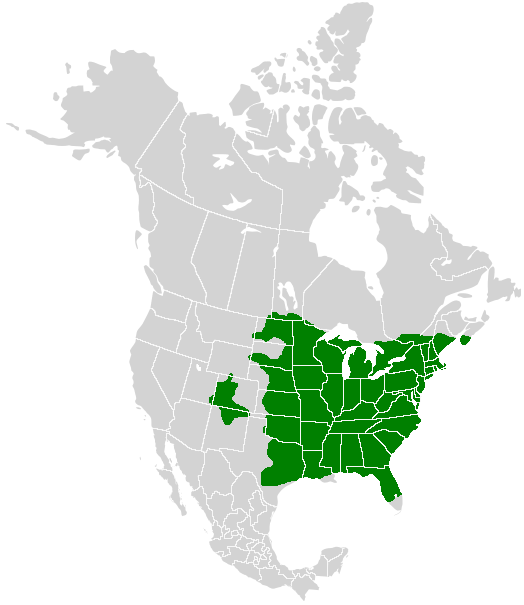
Aire de répartition du Porte-queue du chêne.